# ファンニ・ルーッコネン
ファンニ・ルーッコネン（フィンランド語: Fanni Luukkonen、1882年3月13日 - 1947年10月27日）は、フィンランドの軍人。フィンランド軍の女性部隊である予備役兵組織（ロッタ・スヴァルド）の指揮官を務めた。
1929年、ルーッコネンはロッタ・スヴァルドの指揮官に選出された。彼女が指揮に着いた頃のロッタ・スヴァルドのメンバー数は約23万2000人であり、フィンランド国内はおろか世界的にも最大の女性組織であった。1940年6月にはカール・グスタフ・エミール・マンネルヘイム元帥から一級剣付自由十字勲章を受けているが、彼女はこの勲章を受けた初の女性である。また、ドイツ国のドイツ鷲勲章も外国人女性として唯一の受章者である。
フィンランド国内での偉人調査では44位であった。